# تپه شهر سوخته ۲۲۲
تپه شهر سوخته ۲۲۲ در شهرستان زابل، بخش شیب آب، دهستان لوتک، روستای حومه شهر سوخته، ۱۷/۵ کیلومتری جنوب غربی پایگاه باستان‌شناسی شهر سوخته واقع شده و این اثر در تاریخ ۱۵ اسفند ۱۳۸۵ با شمارهٔ ثبت ۱۷۹۸۳ به‌عنوان یکی از آثار ملی ایران به ثبت رسیده است.